# Clerks
Clerks (en Argentina: Dependientes) es una comedia estadounidense de 1994 y ópera prima de Kevin Smith, quien ejerció como guionista, director y actor secundario como Bob el silencioso. Tras su buena acogida en el festival de Sundance, esta película ha sido considerada una joya del cine independiente estadounidense. Su trama es bien sencilla: un día cualquiera en la vida de un empleado en una pequeña tienda de autoservicio. Partiendo de una base tan simple, la película consiste casi exclusivamente en hora y media de ágiles y rápidos diálogos, en un único escenario, el supermercado, rodados en blanco y negro con una estética totalmente minimalista, haciendo de la necesidad virtud, ya que el presupuesto de la cinta era verdaderamente reducido.
Clerks constituye el punto de partida de una serie de películas (Mallrats, Chasing Amy, Dogma, Jay and Silent Bob Strike Back, Clerks II) en las que repiten los personajes Jay y Bob el silencioso, este último interpretado por el propio Kevin Smith.

## Sinopsis
Dante Hicks, un joven que trabaja como dependiente en una tienda de conveniencia en Leonardo, Nueva Jersey, debe cubrir el turno matutino de su compañero. Al llegar al establecimiento, descubre que las cerraduras de las persianas están atascadas con goma de mascar, así que cuelga una hoja sobre ellas con un mensaje escrito con betún, en el que asegura que la tienda está abierta. Poco después, el holgazán Randal Graves, amigo de Dante, se presenta en el videoclub de al lado para iniciar su jornada laboral.
Los dos se preparan para otro día ordinario inmersos en sus tediosos trabajos de atención al cliente. Dante se lamenta repetidamente por haber tenido que cubrir el horario de su compañero, mientras Randal descuida su trabajo en el videoclub para hacer compañía a Dante en el autoservicio. Pasan el tiempo participando en discusiones filosóficas sobre una amplia variedad de temas, incluyendo películas, sexo, relaciones y clientes difíciles. Algunos de los clientes con los que se encuentran durante el día están enfadados y son exigentes; otros, despistados y maleducados; y otros resultan inesperadamente sabios. Después de varias horas, Dante descubre que su jefe se ha marchado de viaje a Vermont, dejándole al cargo de la tienda durante el resto del día. Ambos amigos encuentran una serie de razones para abandonar sus trabajos momentáneamente y holgazanear, desde un partido de hockey en la azotea hasta un velatorio desafortunado para una de las exnovias de Dante.
Dante está dividido entre dos mujeres: su actual novia Verónica Loughran y su exnovia Caitlin Bree, con la que todavía se comunica en secreto. Cuando se entera de que Verónica ha practicado sexo oral a otros 36 hombres antes que a él, opta por reavivar su relación con Caitlin. Sin embargo, esta última queda traumatizada por un incidente en el baño del autoservicio; en la oscuridad, mantiene relaciones sexuales con una persona que creía que era Dante, pero que en realidad era un cliente que había muerto de un ataque al corazón mientras se masturbaba con una revista pornográfica que el propio Dante le proporcionó. Caitlin abandona el lugar en una ambulancia, en estado catatónico.
Jay y Bob el silencioso, un par de traficantes de drogas que pasan el día merodeando fuera de la tienda, invitan a Dante a salir de fiesta con ellos, pero el empleado se niega, teniendo en cuenta los diversos personajes sórdidos que los dos han estado atrayendo todo el día en los alrededores del establecimiento. Consciente de los problemas de Dante, Bob el silencioso le aconseja retomar su relación con Verónica, pero la actitud de Randal hace que esta última abandone a Dante, lo que desata la furia del empleado de la tienda. Después de una fuerte pelea entre ambos, Randal señala que Dante podría haberse ido en cualquier momento y haber evitado los acontecimientos del día. Tras hacer las paces con su amigo, Dante planea visitar a Caitlin en el hospital y tratar de reconciliarse con Verónica.

## Antecedentes y producción
Kevin Smith trabajó como dependiente en tiendas de conveniencia entre 1989 y 1993, una experiencia que, según sus propias palabras, le permitió «estar nominalmente a cargo y socializar con las personas». Tuvo la oportunidad de ver la película Slacker de Richard Linklater en 1991, y decidió iniciar una carrera como director, pues comprendió que «las películas podían ser solo una instantánea de dónde estabas en la vida» después de apreciar la mencionada obra de Linklater. Asistió durante cuatro meses a la Escuela de Cine de Vancouver, la cual abandonó porque sintió que ya conocía los procedimientos necesarios para filmar una película y porque quería ahorrar dinero para su primer proyecto. Retornó a su trabajo como dependiente en una tienda de Leonardo, Nueva Jersey, y decidió rodar Clerks allí.
La película está rodada en blanco y negro. Está realizada con presupuesto de apenas 27.575 dólares. Para adquirir fondos con los que poder realizar el filme Kevin Smith vendió parte de su extensa colección de historietas en 1993, a su vez utilizó entre ocho y diez tarjetas de crédito que tenían 2000 dólares como límite de crédito, utilizó también parte de los ahorros que poseía para sus estudios universitarios y finalmente utilizó el dinero del seguro del automóvil de Jason Mewes ganado por la pérdida de su coche en una inundación. La película fue filmada en 21 días. Originalmente Kevin Smith escribió el rol de Randal Graves para sí mismo, esto de acuerdo a Smith, según dice en el DVD, se debía a que Randal tenía las mejores líneas.

## Reparto
- Brian O'Halloran como Dante Hicks
- Jeff Anderson como Randal Graves
- Marilyn Ghigliotti como Veronica Loughran
- Lisa Spoonauer como Caitlin Bree
- Jason Mewes como Jay
- Kevin Smith como Bob el silencioso
- Scott Mosier como Willam Black
- Pattijean Csik como el médico forense
- Ken Clark como el ejecutador de la multa
- Scott Schiaffo como el activista
- Walt Flanagan como el fumador de la gorra
- Joey Lauren Adams como Alyssa Jones
- Frances Cresci como la niña fumadora de cuatro años

## Acogida
La película se convirtió en un sorprendente éxito después de ser adquirida por Miramax Films y recaudó alrededor de 3.151.000 de dólares en los Estados Unidos pese a que nunca fue expuesta en más de cien salas al mismo tiempo. Clerks ganó el "Premio de la Juventud" y el "Premio Mercedes-Benz" en el Festival de Cine de Cannes en 1994; empató con Fresh en el "Trofeo de los Cineastas" en el Festival de Cine de Sundance y fue nominada tres veces para los Premios Independent Spirit (Mejor ópera prima, mejor guion de ópera prima y a Jeff Anderson por mejor actuación debut). En 2000, los lectores de Total Film votaron a Clerks entre las mejores comedias de todos los tiempos y, en 2006, la revista británica Empire la consideró como cuarta mejor película independiente de la historia. La película fue incluida en la lista de las 100 películas más divertidas que elaboró la cadena Bravo y la situó en el 33.er lugar. En 2008, Entertainment Weekly situó la película en el puesto 13.º del ranking "The Cult 25: The Essential Left-Field Movie Hits Since '83" y en 21.er lugar de la lista "The Comedy 25: The Funniest Movies of the Past 25 Years". También, en 2008, Empire la incluyó en su lista de las "500 mejores películas de todos los tiempos", en el puesto 361. Clerks apareció en el libro 1001 películas que hay que ver antes de morir.

## Banda sonora
La banda sonora de la película fue lanzada el 11 de octubre de 1994. Se componía de varias canciones inéditas de bandas punk, grunge y de rock alternativo tales como Bad Religion, Love Among Freaks, Alice In Chains y Soul Asylum. La banda sonora también incluía varios cortes de sonido de la película. Clerks es una de las pocas películas en la que los costes de obtención de los derechos musicales usados en el filme eran mayores que los propios costes de producción para todo el largometraje.
La canción de Soul Asylum, "Can't Even Tell", que aparece en los créditos finales de la película y que aparece en la banda sonora original, alcanzó el 16.º puesto de la lista del Billboard Hot Modern Rock Tracks en 1994. El videoclip para la canción fue dirigido por Smith y fue grabado en los mismos lugares en que se grabó la película. El videoclip contó con la aparición de Smith, Jason Mewes, Jeff Anderson y Brian O'Halloran, representando sus personajes de Clerks.
Otro sencillo que apareció en la banda sonora original fue "Got Me Wrong" de Alice in Chains, que ya había sido lanzada en un EP de la banda en 1992. La canción fue utilizada como sencillo a finales de 1994, debido a un renovado interés de la radio tras su aparición en Clerks. Logró llegar al 7º puesto de la lista Hot Modern Rock Tracks y 15º en Billboard Hot Mainstream Rock Tracks en 1994.